# Траурно-триумфальная симфония
«Траурно-триумфальная симфония», ор. 15, H 80 (фр. Grande symphonie funèbre et triomphale) — симфония Гектора Берлиоза в трёх частях, созданная по заказу правительства в ознаменование десятой годовщины событий Июльской революции 1830 года.
Последняя из четырёх симфоний композитора, она является вторым, после монументального «Реквиема», крупным произведением Берлиоза, посвящённым памяти жертв Июльской революции. Первое исполнение симфонии состоялось 28 июля 1840 года на улицах Парижа под управлением композитора, по случаю торжественных мероприятий, посвящённых годовщине революции, перенесению праха погибших и открытию Июльской колонны на площади Бастилии, где симфония, после прохождения траурного кортежа, была исполнена полностью.
Традиционно считается, что симфония Берлиоза по своим художественным особенностям является правопреемницей традиций массовых празднеств, проводившихся в период Великой французской революции, а также во многом близка по своему характеру к симфониям Людвига ван Бетховена, в частности, к симфонии № 3 («Героическая»).
В первой редакции предусматривалось, что симфония должна исполняться увеличенным составом военного духового оркестра. В 1842 году она впервые была исполнена с добавленными композитором струнными инструментами и хором. Таким образом, симфонию можно исполнять в двух вариантах, как с духовым составом, так и с симфоническим оркестром, что нашло отражение в последующей концертной практике.

## История создания

Эжен Делакруа. Свобода, ведущая народ, 1830, Лувр

В 1840 году во Франции на общегосударственном уровне было решено торжественно отпраздновать десятую годовщину событий Июльской революции. В рамках официальной церемонии прах погибших в ходе событий 27, 28 и 29 июля 1830 года (получивших известность как «Три Славных Дня» (фр. Trois Glorieuses), когда был свергнут король Карл X и на трон взошёл «король-гражданин» Луи-Филипп I) должен был быть перенесён в мавзолей.
Программой празднеств предполагалось перенести на площадь Бастилии и торжественно захоронить в склепе у подножия установленной здесь по этому поводу Июльской колонны прах жертв революции. Музыкальное произведение («религиозная симфония») для сопровождения церемонии было заказано Гектору Берлиозу, который должен был сам дирижировать её исполнением, в ходе запланированных торжественных мероприятий. Идея поручения музыкального оформления Берлиозу исходила от министра внутренних дел Шарля Ремюза́ (фр. Charles de Rémusat); за эту работу композитору было обещано 10 000 франков, включая расходы на переписку и оплату исполнителей.
Постройкой и декорированием колонны занимался скульптор Луи Дюк (фр. Louis Duc), товарищ Берлиоза по пребыванию на римской вилле Медичи, где проживали стипендиаты Римской премии Французской академии в Риме. Согласно программе церемониала, торжественные мероприятия должны были начаться с траурной мессы в церкви Сен-Жермен-л’Осеруа, которой предшествуют артиллерийские залпы. На мессе должны присутствовать представители военных властей, которые затем занимают почётное место в траурном кортеже с гробами жертв революции. По прибытии кортежа на площадь Бастилии происходит открытие монумента и благословение могил. После этого осуществляется церемония перенесения гробов в склеп монумента, в ходе чего должна была быть исполнена симфония. В конце мероприятия торжество заканчивается, как и началось, артиллерийскими залпами.

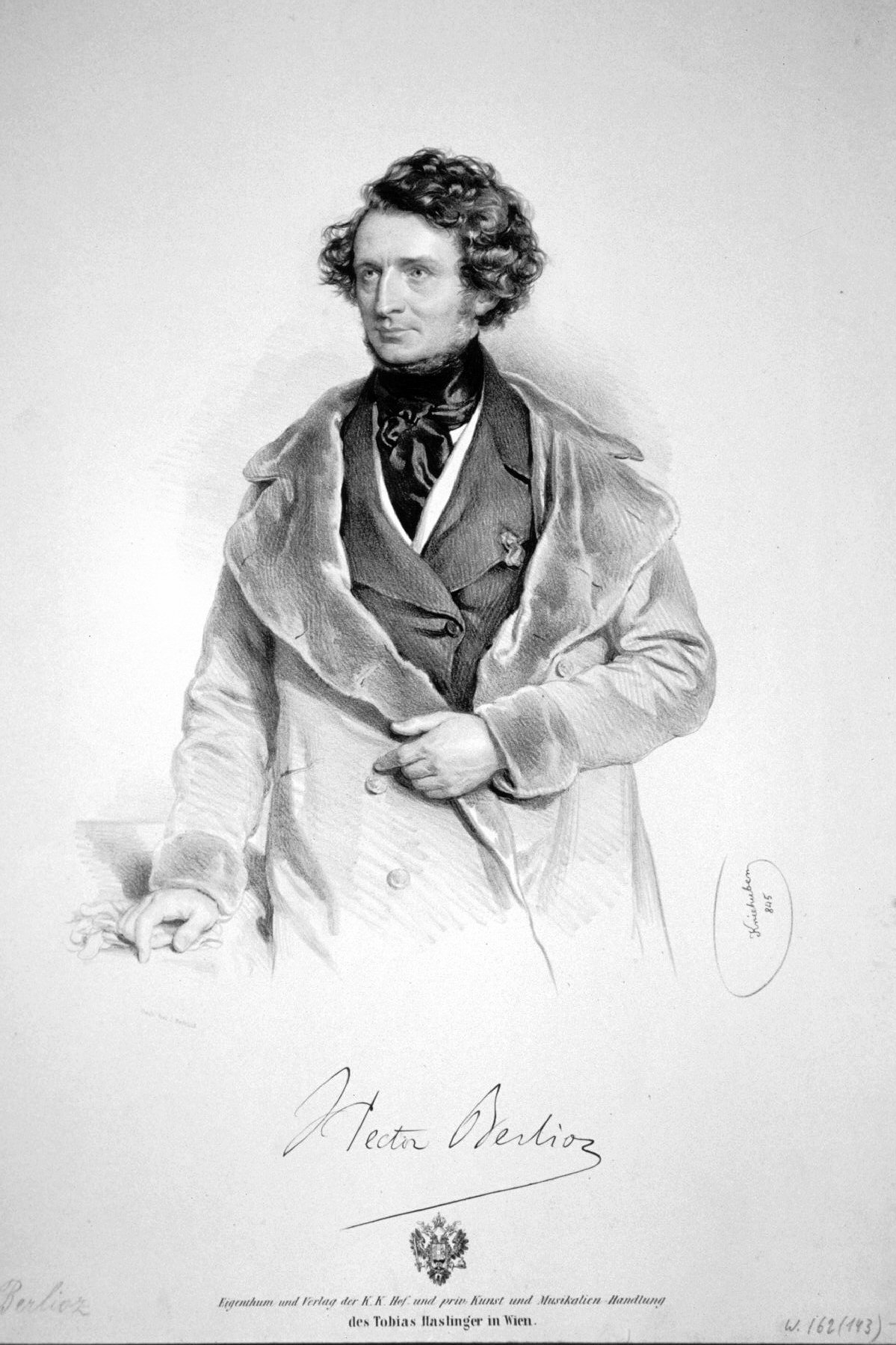
Берлиоз в 1845 году

В течение практически всей своей творческой деятельности композитор испытывал стремление к созданию массовой гражданской музыки, связанной с революционными и общественными идеями. Ещё в пору своей творческой юности он сочинил сцену «Греческая революция» (1826) и «Ирландские песни» на тексты ирландского поэта Томаса Мура (1830). В революционные дни 1830 года, в которых Берлиоз принял некоторое участие, он сделал аранжировку «Марсельезы» для двойного хора, оркестра и всех тех, «у кого есть голос, сердце и кровь в жилах» (авторская надпись на партитуре). В 1832 году он вынашивал замысел монументальной семичастной симфонии, посвящённой полководческим триумфам Наполеона. Многие замыслы этой неосуществлённой симфонии вошли впоследствии в такие выдающиеся гражданские произведения Берлиоза, как «Траурно-триумфальная симфония» и «Те Deum». В 1846 году его известная аранжировка «Ракоци-марша» вызвала патриотический отклик и одобрительные оценки в Венгрии. В 1837 году Берлиоз создал «Реквием», для громадного состава исполнителей (200 хористов, 140 оркестрантов, 4 дополнительных духовых оркестра и множества ударных инструментов), также задуманный в честь памяти павших героев Июльской революции.
В партитуре симфонии Берлиоз использовал фрагмент из своего неоконченного «Траурного торжества памяти славных мужей Франции» (1835). В ходе работы над симфонией композитор перепробовал множество вариантов, прежде чем она приняла окончательный вид. В своих «Мемуарах» Берлиоз писал: «Я мечтал о трубном гласе архангелов, простом, но благородном, праздничном, воинственном, возносящемся лучезарно, торжественно, звучно, грандиозно, возвещая земле и небу открытие врат эмпирея».
В отличие от предшествующих симфоний Берлиоза, это музыкальное произведение не имеет сюжетной, литературной программы. В партитуре симфонии композитор ограничился только общим названием и заголовками каждой части, но в своих «Мемуарах» Берлиоз предложил подробную программу:
Я хотел напомнить прежде всего бои Трёх Славных Дней траурными акцентами марша, грозного и печального одновременно, который исполнялся бы во время следования кортежа; дать услышать нечто вроде надгробной речи и прощания, обращённого к прославленным мертвецам во время погребения останков в монументальной гробнице; и, наконец, спеть гимн славы, апофеоз, когда, опустив надгробный камень, народ будет видеть только высокую колонну, увенчанную Свободой с распростёртыми крыльями, рвущуюся к небу, как души тех, которые умерли за неё.
 Представление о темах и характере произведения также даёт название, которое композитор указал на титульном листе партитуры: «Большая симфония траурная и триумфальная для военного оркестра „Гармония“, сочинённая для перенесения останков Жертв Июля и торжественного открытия колонны Бастилии и посвящённая Его Королевскому Высочеству герцогу Орлеанскому».
В 1842 году Берлиоз, после некоторых поправок, внесённых им ранее, осуществил другую редакцию симфонии, добавив партии струнных и хора ad libitum (по желанию). В этом варианте, по замыслу композитора, дополнительные инструменты и хор «чрезвычайно усиливают общее впечатление». Автором текста выступил друг композитора — Антони Дешам (фр. Antony Deschamps).

## Исполнение

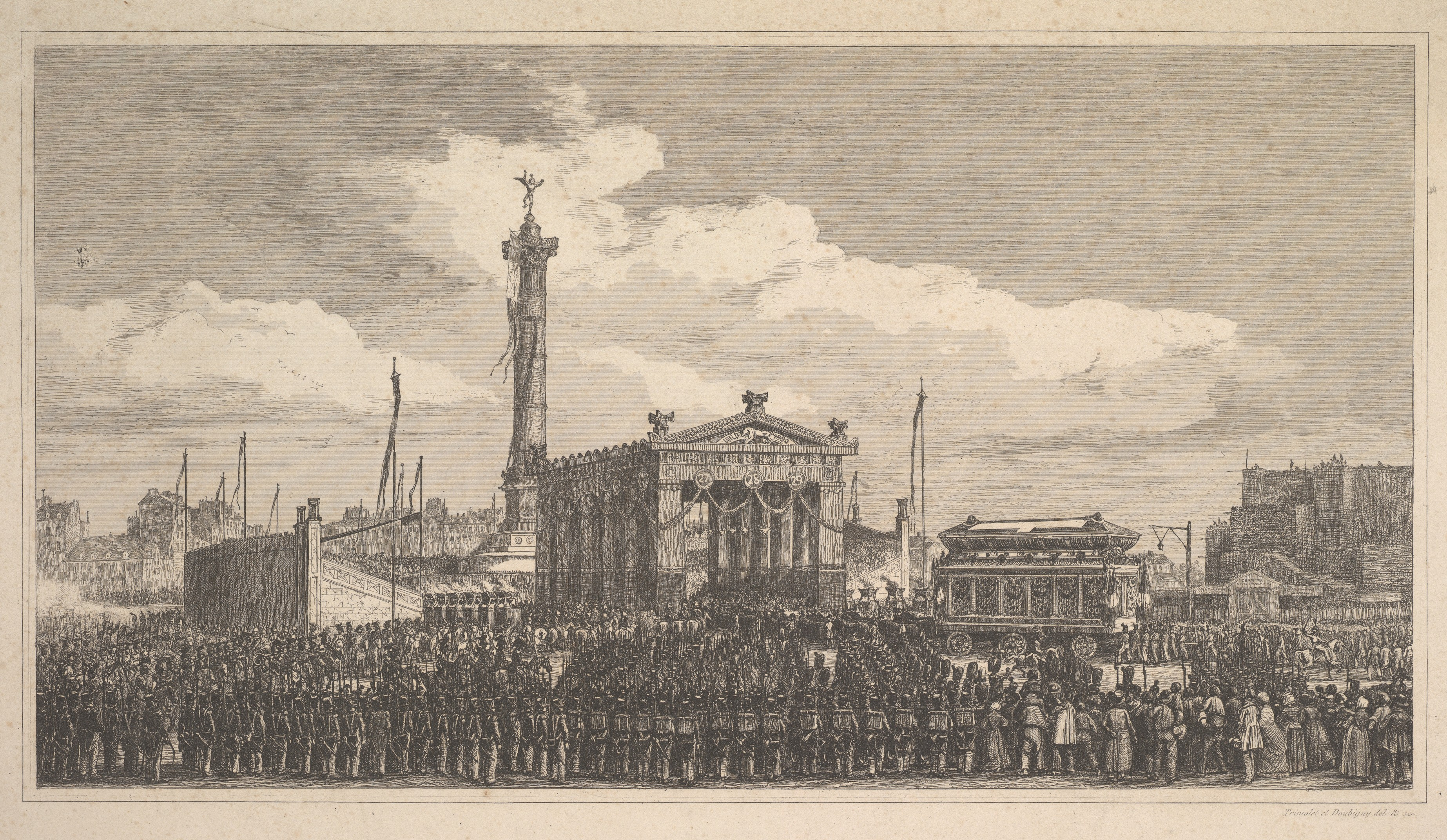
Шарль-Франсуа Добиньи. Церемония установления Июльской колонны, 1840

Предчувствуя трудности, которые возникнут при исполнении симфонии на открытом воздухе в условиях многолюдных парижских улиц, Берлиоз провёл генеральную репетицию 28 июля 1840 года в концертном зале на улице Вивьенн, которая прошла очень успешно. Сам композитор даже назвал её «настоящим исполнением моей симфонии». В связи с очевидным успехом произведения и впечатлением, которое она произвела, с ним был заключён контракт на последующие её исполнения в течение четырёх вечеров.
Во время проведения торжественной церемонии 28 июля 1840 года публичное исполнение «Траурно-триумфальной симфонии», по целому ряду причин, прошло неудачно. После запланированного богослужения и «Реквиема» Луиджи Керубини, в 11 часов кортеж с траурными дрогами двинулся по набережным, через площадь Согласия, Королевскую улицу и бульвары по направлению к площади Бастилии. Оркестр под управлением Берлиоза был расположен между двумя отрядами национальной гвардии. Композитор, одетый в костюм национального гвардейца, шёл по улицам впереди оркестра из более двухсот музыкантов и дирижировал длинной саблей. Во время этого прохождения исполнялась только первая часть симфонии — «Траурное шествие». Только в два часа дня процессия, после ряда инцидентов, прибыла на площадь Бастилии, где симфония была исполнена полностью, но в результате сутолоки и шума не была воспринята публикой. На улицах Парижа царил палящий июльский зной, войска находились в сборе и в полном снаряжении с восьми утра, а люди просто физически устали. Король Луи-Филипп и члены правительства не рискнули появиться на площади и лишь с балкона Лувра приветствовали участников и прах перезахороняемых. В толпе раздавались различные антиправительственные политические лозунги и крики, препятствующие музыкантам и слушателям. По словам композитора, в это время на площади почти ничего нельзя было расслышать в десяти шагах. Кроме того, во время финала симфонии гвардейцы стали покидать площадь под дробь полусотни барабанов. Берлиоз с горечью писал по этому поводу, что во Франции не уважают музыку, которая исполняется во время празднеств или публичных развлечений, где она должна, как считают многие, присутствовать только «для видимости».
Оппозиционная и сатирическая пресса критиковала и высмеивала политическую сторону церемонии. Так, сатирическая газета «Шаривари» писала в те дни, что процессия представляла собой «Траурное шествие свобод, умерших ради граждан, чтобы составить параллель гражданам, умершим за свободу». Также в «Le Charivari» неодобрительно замечалось, что на этом действе Берлиоз исполнял «свой покойный траурный марш».
Симфония была повторена 7-го и 14-го августа уже в концертном исполнении, где произвела большое впечатление на присутствующих и имела бурный успех, вплоть до того, что некоторые молодые люди ломали стулья в зале. 1-го ноября 1840 года симфония была исполнена под управлением автора в ходе большого «концерта-фестиваля», в котором приняли участие 450 исполнителей. Программа концерта состояла из произведений Берлиоза и композиторов-классиков (Палестрина, Гендель, Глюк). Однако концерту помешала напряжённая политическая обстановка во Франции и скандал, произошедший в одной из лож, после чего прерванный концерт был продолжен, но уже в полупустом зале. По мнению Берлиоза: «То не было поражение, поскольку я смог до конца дирижировать перед публикой, которая в конце концов была покорена музыкой, обвивавшей её словно звучащая шаль». После посещения одного из этих концертов композитор и дирижёр Франсуа Антуан Абенек, с которым Берлиоз в то время находился в ссоре, сказал: «Решительно, у этого [ублюдка] есть блестящие идеи».
Вторая версия симфонии была впервые исполнена 26 сентября 1842 года в Брюсселе. Под управлением Берлиоза симфония и отдельные её части неоднократно исполнялись в концертах, как во Франции, так и за рубежом.

## Состав оркестра
Деревянные духовые:
- 4 флейты, 5 флейт-пикколо, 5 гобоев, 26 кларнетов, 5 кларнетов-пикколо, 2 бас-кларнета, 8 фаготов, контрафагот (необязательно).

Медные духовые:
- 12 валторн, 8 труб, 4 корнета, 10 тромбонов, 6 офиклеидов.

Ударные:
- 8 малых барабанов, большой барабан, тарелки (3 пары), литавры (необязательно), бунчук (Траурно-триумфальная симфония — это одно из немногих произведений симфонической музыки, где данный инструмент используется), тамтам.

Для первой части и финала второй редакции (H 80B) предусмотрены струнные инструменты (80 человек, ad libitum) и хор (200 человек, ad libitum).

## Структура
Произведение состоит из трёх частей:
1. «Траурный марш» (фр. Marche funèbre)
2. «Надгробная речь» (фр. Oraison funèbre)
3. «Апофеоз» (фр. Apothéose)
Общая продолжительность звучания — около 30 минут.

## Обзор
Произведение должно было исполняться во время прохождения процессии по улицам, что предопределило художественные особенности музыки, имеющей массовый характер, возможности его воспроизведения и состав оркестра. Массовый характер музыки «Траурно-триумфальной симфонии» сочетается в ней с возвышенной, патетической вдохновенностью: «Рельефные мелодии, обобщающие интонации революционных жанров, простые гармонии, грандиозное оркестровое звучание, ясность построения придают этой симфонии широкую доступность».
Как это характерно для Берлиоза, структура данного музыкального произведения не соответствует классической симфонии, канон которой был утверждён композиторами венской классической школы. Открывает симфонию часть под названием «Траурный марш» (Moderato un poco lento), которая является наиболее протяжённой по звучанию. Скорбная и величавая музыка разворачивается медленно, достигая в финале оглушительного звучания. Короткая мажорная побочная партия более камерна и лирична, а мощная кульминация, построенная на теме главной партии, печальна и трагична. Лирическое звучание побочной партии в репризе несколько оттеняет мотивы печального шествия, после проведения которой возвращаются скорбные настроения. Однако завершается «Траурный марш» в мажорных тонах — постепенно нарастающей мощной кульминацией.
Приподнятые, пафосные интонации второй части, названной Берлиозом «Надгробная речь» (Adagio non tanto — Andantino un poco lento e sostenuto), имеют своей целью воскресить трагические образы и как бы воспроизвести обороты надгробной речи, произносимой оратором. Мелодика её имеет ярко выраженный декламационный характер, и её проведение поручено, что было необычно в то время, солирующему тромбону в сопровождении оркестра.
Третья часть, «Апофеоз» (Allegro non troppo e pomposo), играющая роль быстрого финала цикла, разворачивается в мажоре. В её развитии преобладают маршевые мотивы, которые ненадолго сменяются лирическими образами. В целом финал имеет гимнический, торжественный характер, заканчиваясь грандиозным звучанием всего оркестра апофеозного склада. По словам Берлиоза, эта часть далась ему наиболее тяжело, в первую очередь, по причине применения фанфары: «мне хотелось, чтобы она постепенно поднималась из глубины оркестра, вплоть до самой высокой ноты, с которой раздаётся мелодия апофеоза».

## Критика и оценки
В музыковедении подчёркивается преемственность симфонии Берлиоза с традициями празднеств, проводившихся в период Великой французской революции (народные процессии, посвящённые смерти героев, речи революционных ораторов, гимны и песни, исполняемые многотысячной толпой присутствующих): «Героико-трагическая тема трактована в традициях народно-национального искусства, в частности в духе массовых жанров революции 1789 года». Ромен Роллан подчёркивал, что Берлиоз создавал народную музыку, музыку колоссального стиля, ориентиром для чего ему служили симфонии Бетховена, являясь таким образом его преемником и продолжателем. Также образцом для Берлиоза были сочинения музыкантов французской революции. По мнению Ромена Роллана, общество и государство незаслуженно пренебрегало монументальными симфоническими произведениями Берлиоза, которые не сумели занять подобающего места в общественной жизни, не приобщились к республиканским торжествам: «Чего бы только не сделал Берлиоз, если бы ему были предложены нужные средства, или если бы подобная сила нашла себе применение в празднествах Революции!»
Акцентирование внимания на связях с театрализованными революционными празднествами в творчестве Берлиоза особенно было характерно для советского музыкознания. А. В. Луначарский видел в «Траурно-триумфальной симфонии» продолжение «революционной» традиции, восходящей к Бетховену, который, по его мнению, музыкально-исторически связан с музыкой Великой французской революции. Для советской музыкальной критики, особенно 1920-х годов, вообще был характерен «бетховеноцентризм», а первый нарком просвещения РСФСР и советские музыковеды выступали сторонниками идеи «революционности» музыки Бетховена и его некоторых последователей (прежде всего Рихарда Вагнера и Берлиоза). По мнению музыковеда И. И. Соллертинского, Берлиоз, которого он называет в числе величайших новаторов в истории музыки и «гениальным симфонистом», на протяжении своего творческого пути является преемником, последователем, оставшимся верным «духу» Бетховена, первым поняв «идейную сущность и великое революционное значение творчества» немецкого композитора. По его наблюдению, Берлиоз является продолжателем великой традиции героического симфонизма, созданного на базе буржуазной революции XVIII века, при этом он не только продолжатель Бетховена, но и прямой наследник народных празднеств той героической эпохи. По мнению Соллертинского, в таких своих монументальных сочинениях, как «Траурно-триумфальная симфония» и «Реквием», композитор, увеличив оркестр до гигантских размеров, достигает «предельного напряжения физической звучности». Кроме того, «демократизировав» ограниченный стандартным числом инструментов классический оркестр, Берлиоз значительно увеличивает его, используя в его составе дополнительно несколько военных оркестров, как это неоднократно предпринималось до него на революционных празднествах. По замечанию советского музыковеда, похоронный марш из симфонии Берлиоза по своей концепции навеян траурным маршем Франсуа-Жозефа Госсека, одного из наиболее известных композиторов Великой французской революции. Помимо указанного, симфонизм Берлиоза наследует музыке революции также в следующем отношении: «Широкий размах, гигантские фресковые композиции, риторическая пышность, декоративная величественность симфонической оды, ораторские жесты и интонации — всё это мы найдём у Берлиоза, и всем этим он обязан революции». Рассматривая в этом отношении «Траурный марш», Соллертинский отмечает, что подавляющему большинству мелодических линий и интонаций Берлиоза вообще не свойственен камерный характер, так как они требуют простора и широкого дыхания и жеста: «Это метко схватил Шуман, утверждавший, что для того, чтобы правильно понять мелодии Берлиоза, нужно не только слышать их ушами, но и самому петь полной грудью».
Некоторые современники-музыканты, настороженно относившиеся к творчеству и новациям Берлиоза, сумели всё-таки преодолеть свои предубеждения и оценить по достоинству масштаб и художественные особенности произведения. Так, в своих воспоминаниях композитор упоминает, что это был единственный случай, когда Гаспаре Спонтини одобрил его произведения, прислав ему письмо, в котором писал, что его потрясающая музыка произвела на него большое впечатление. Адольф Адан, который также неодобрительно относился к творчеству Берлиоза, отмечал, что справедливость заставляет его признать, что в этой симфонии присутствуют эффектные моменты. По мнению французского композитора:
Первый номер и первая часть второго представляют собой невыразимую суматоху, но последнее движение, действительно, очень хорошо: нет мелодической изобретательности, но ритм чёткий, гармония нова и вступления очень удачны. В целом большой успех, так как фразы построены квадратно, по четыре такта, и легко понятны.
Рихард Вагнер, находившийся во время первых исполнений симфонии в Париже, писал, сравнивая её с другими произведениями композитора, что он предпочитает её всем другим сочинениям Берлиоза, «так как она благородна и значительна от первой до последней ноты». По мнению немецкого композитора, Берлиоза ни в коей мере нельзя упрекнуть в том, что он не умеет создать нечто действительно популярное, но «только в самом высшем (идеальном) смысле этого слова». По словам Вагнера, при прослушивании симфонии он ясно ощутил, что она «во всей своей глубине должна быть понятна каждому уличному мальчишке в рабочей блузе и красной кепке…» Вагнер писал, что в связи с наличием в симфонии высокого патриотического чувства, постепенно нарастающего от жалобы до могучего апофеоза, в ней отсутствует болезненная экзальтация:
С радостью могу я здесь высказать моё глубочайшее убеждение в том, что „Июльская симфония“ будет жить и вдохновлять людей до тех пор, пока существует французская нация.

## Комментарии
1. ↑  Первоначальное название музыкального произведения было «Июльская симфония».
2. ↑  В то время во французском обществе выдвигались требования необходимости проведения избирательной реформы.
3. ↑  В то время некоторых выдающихся советских революционных вождей хоронили под музыку второй части («Похоронный марш») симфонии № 3 («Героическая») Бетховена.
4. ↑  Имеется в виду следующее суждение Шумана о «Фантастической симфонии» Берлиоза: «Конечно, его мелодии не только для ушей; кто не сумеет за ними следовать внутренним чувством, тот их не поймёт; эти мелодии надо петь не вполголоса, а полной грудью, и тогда они приобретут смысл, который будет казаться тем глубже, чем чаще их повторять»[17].
5. ↑  Спонтини также однажды похвалил «Реквием» французского композитора, однако с его мнением касательно влияния на мессу образов с фрески «Страшный суд» Микеланджело Берлиоз не согласился.